# Le Fils du requin
Le Fils du requin je francouzský hraný film z roku 1993, který režírovala Agnès Merlet. Snímek měl světovou premiéru na filmovém festivalu v Benátkách v září 1993.

## Děj
V malém městě na severu Francie se dvě desetileté děti Martin a Simon, které otec zavrhl a nechal napospas jejich osudu, protože jejich matka opustila rodinu, dávají na cestu zločinu, aby přežili. Nějakou dobu je používá gang starších kluků. Jednou je objeví policisté a rozdělí je. Jednoho umístí do dětského domova, druhého do pěstounské rodiny.

## Obsazení
| Ludovic Vandendaele | Martin  |
| Eric Da Silva       | Simon   |
| Sandrine Blancke    | Marie   |
| Maxime Leroux       | otec    |
| Yolande Moreau      | řidička |

## Ocenění
- Filmový festival v Benátkách: Mezinárodní cena kritiků
- César: nominace na nejlepší filmový debut (Agnès Merlet)